# Madame Saqui

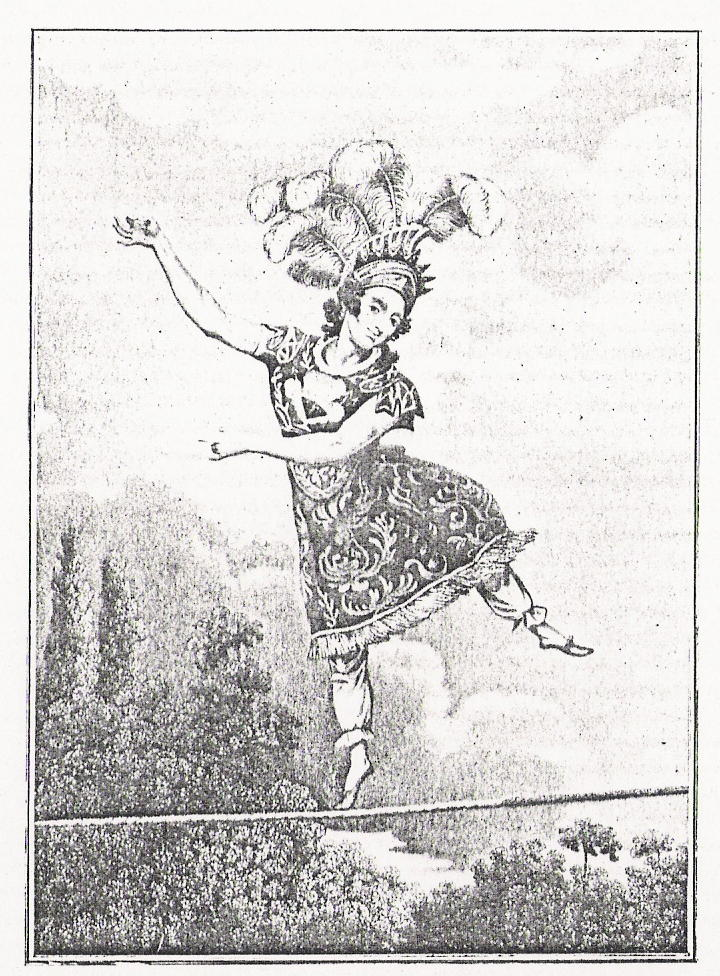
Madame Saqui

Madame Saqui, geboren als Marguerite Lalanne (Agde, 26 februari 1786 – Neuilly-sur-Seine bij Parijs, 21 februari 1861) was een Franse koorddanseres, een van de eersten in Europa.

## Jeugd en opleiding
Saqui werd geboren als dochter van een handelaar in planten en kruiden, Jean-Baptiste Lalanne. Als kind verhuisde ze met haar ouders naar Parijs waar dezen de markten en jaarmarkten afgingen met hun handelswaar. Als kind kreeg ze al samen met een ander meisje, dat ook later een bekende koorddanser zou worden, La Malaga, lessen in koorddansen van een andere in die tijd bekende koorddanser, Naverin le Fameux. Ze leerde de basistechnieken als het omkeren op het koord en kruiselings passen maken. Hij presenteerde haar en haar collega-leerling tijdens optredens als zijn eigen dochters. Ze sloot zich later bij gezelschappen koorddansers aan waar ze haar echtgenoot en collega Pierre Saqui leerde kennen met wie ze in 1805 in het huwelijk trad.

## Reputatie en succes
Haar reputatie als artiest verspreidde zich snel in Parijs en ze trad op voor vele hoogwaardigheidsbekleders waaronder Napoleon. Tijdens diens bewind had ze ook een eigen tent en onderkomen tijdens de veldtochten waar ze de Keizerlijke Garde volgde. Ze kreeg lovende kritieken in de kranten waar onder meer de journalist Victor Fournel schreef dat ze op het koord veldslagen en gevechtshandelingen en veldtochten kon uitbeelden als de doortocht bij de berg Saint Bernard, de slag bij Wagram en de inname van Saragossa.

## Tournees
Nadat Napoleon had moeten aftreden en naar Sint-Helena was verbannen ging Saqui optreden door geheel Frankrijk en België. In 1810 trad ze op in Rouen en daarna in Gent en 
Brussel. In 1811 en in 1814 was ze in Luik tijdens de nieuwjaarsfeesten. In Luik werd ze aangekondigd op de affiches als De meest vooraanstaande koorddans artiest die opgetreden heeft voor het hof van Lodewijk de achttiende van Frankrijk en directeur van feesten van de Franse Regering. In 1816 trad ze op in de Vauxhall Pleasure Gardens in Londen waar ze een uitvoering gaf op een koord dat 20 meter hoog was gespannen, begeleid door siervuurwerk. Haar uitvoering was krachtig en sterk en ze werd begeleid in delen van haar optreden door haar man en dochtertje. Ze zou voor haar optreden daar honderd guineas per week krijgen.

## Theater
In 1816 begon ze een theater in Parijs in een zaal aan de Boulevard du Temple waar ze succesvol  zou optreden tot 1830. Hierna reisde ze naar andere continenten om op te treden. Haar naam is te vinden op posters van voorstellingen in de Indiase stad Chennai in 1850. Ze trad op tot hoge leeftijd en beëindigde haar carrière pas officieel in 1861 toen ze al negenenzestig jaar oud was.

## Einde carrière en overlijden
Na haar pensionering ging het bergafwaarts met haar. Ze was door armoede gedwongen af en toe nog op te treden en leefde in een armoedige huurkamer in de Avenue de Neuilly in Parijs. Men kon haar daar als broodmagere vrouw gehuld in zwarte kledij zien lopen op straat. Na haar overlijden vond men in de la van haar keukentafel een grote hoeveelheid lommerdbriefjes. Ze was gedwongen geweest om alles wat ze nog van waarde had aan sieraden en andere kostbaarheden naar de bank van lening te brengen om in leven te kunnen blijven. Na haar overlijden werden door een Italiaanse bewonderaarster, die hierover later vertelde en die zelf honderd jaar werd, in de nabijgelegen kerk tot haar eigen dood missen voor haar zielenheil opgedragen. Saqui ligt begraven op de begraafplaats van Pere Lachaise.